# Caponina alegre
Caponina alegre  (лат.) — вид мелких пауков рода Caponina из семейства Caponiidae. Южная Америка: южная Бразилия, штат Риу-Гранди-ду-Сул. Длина самца около 3,3 мм (самка крупнее — 4,65 мм).
Вид Caponina alegre был впервые описан в 1994 году американским арахнологом Норманом Платником (Norman I. Platnick; р.1951; Американский музей естественной истории, Манхэттен, Нью-Йорк, США) вместе с Caponina tijuca и другими таксонами. Caponina alegre включён в состав рода Caponina Simon, 1891 вместе с Caponina longipes, Caponina cajabamba, Caponina chilensis, Caponina chinacota и другими видами.